# Amarens
Amarens település Franciaországban, Tarn megyében. Lakosainak száma 64 fő (2022. január 1.). Amarens Loubers, Les Cabannes, Cordes-sur-Ciel, Frausseilles, Souel és Vindrac-Alayrac községekkel határos.

## Népesség
A település népességének változása:
| Lakosok száma | 70   | 69   | 68   | 68   | 68   | 69   | 66   | 64   |
|               | 2013 | 2015 | 2017 | 2018 | 2019 | 2020 | 2021 | 2022 |